# Méry-sur-Oise
Méry-sur-Oise é uma comuna francesa na região administrativa da Ilha de França, no departamento do Vale do Oise. Estende-se por uma área de 11.17 km². Em 2010 a comuna tinha 9 997 habitantes (densidade: 895 hab./km²).